# Trigonometopus angustipennis
Trigonometopus angustipennis är en tvåvingeart som beskrevs av Frederick Knab 1914. Trigonometopus angustipennis ingår i släktet Trigonometopus och familjen lövflugor.
Artens utbredningsområde är Guadeloupe. Inga underarter finns listade i Catalogue of Life.